# 강원지방우정청
강원지방우정청(江原地方郵政廳, 영어: Gangwon Regional Communications Office)은 우정사업본부의 소속기관이다. 2011년 5월 30일 발족하였으며, 강원특별자치도 원주시 서원대로 412에 위치한다. 청장은 고위공무원단 나등급에 속하는 일반직공무원으로 보하되, 임기제공무원으로 보할 수 있다. 원주우체국과 청사를 공유한다.

## 직무
- 우편물의 접수·운송 및 배달
- 우체국예금·우체국보험 등 우체국금융사업

## 연혁
- 1968년 11월 9일: 서울지방체신청으로부터 경기도와 강원도를 관할구역으로 이관받아 체신부 소속으로 중부지방체신청을 설치.[2]
- 1972년 6월 28일: 수원지방체신청과 원주지방체신청으로 분리.[3]
- 1979년 9월 7일: 강원지방체신청으로 개편.[4]
- 1994년 12월 23일: 정보통신부 소속으로 변경.[5]
- 2000년 3월 13일: 단계동으로 청사 이전.
- 2000년 7월 1일: 우정사업본부 소속으로 변경.[6]
- 2010년 10월 18일: 단구동으로 청사 이전.
- 2011년 5월 30일: 강원지방우정청으로 개편.[7]

## 관할구역
- 강원특별자치도

## 조직

### 청장
| - 감사관실 우정사업국 - 우정계획과 - 우편영업과 - 우편물류과 - 예금영업과 - 보험영업과 사업지원국 - 운영지원과 - 인력계획과 - 회계정보과 | - 우체국 - 춘천우체국 - 원주우체국 - 강릉우체국 - 삼척우체국 - 동해우체국 - 속초우체국 - 양구우체국 - 양양우체국 - 영월우체국 - 인제우체국 - 정선우체국 - 철원우체국 - 태백우체국 - 평창우체국 - 홍천우체국 - 화천우체국 - 횡성우체국 - 우편집중국 - 원주우편집중국 - 강릉우편집중국 |